# Hipódromo

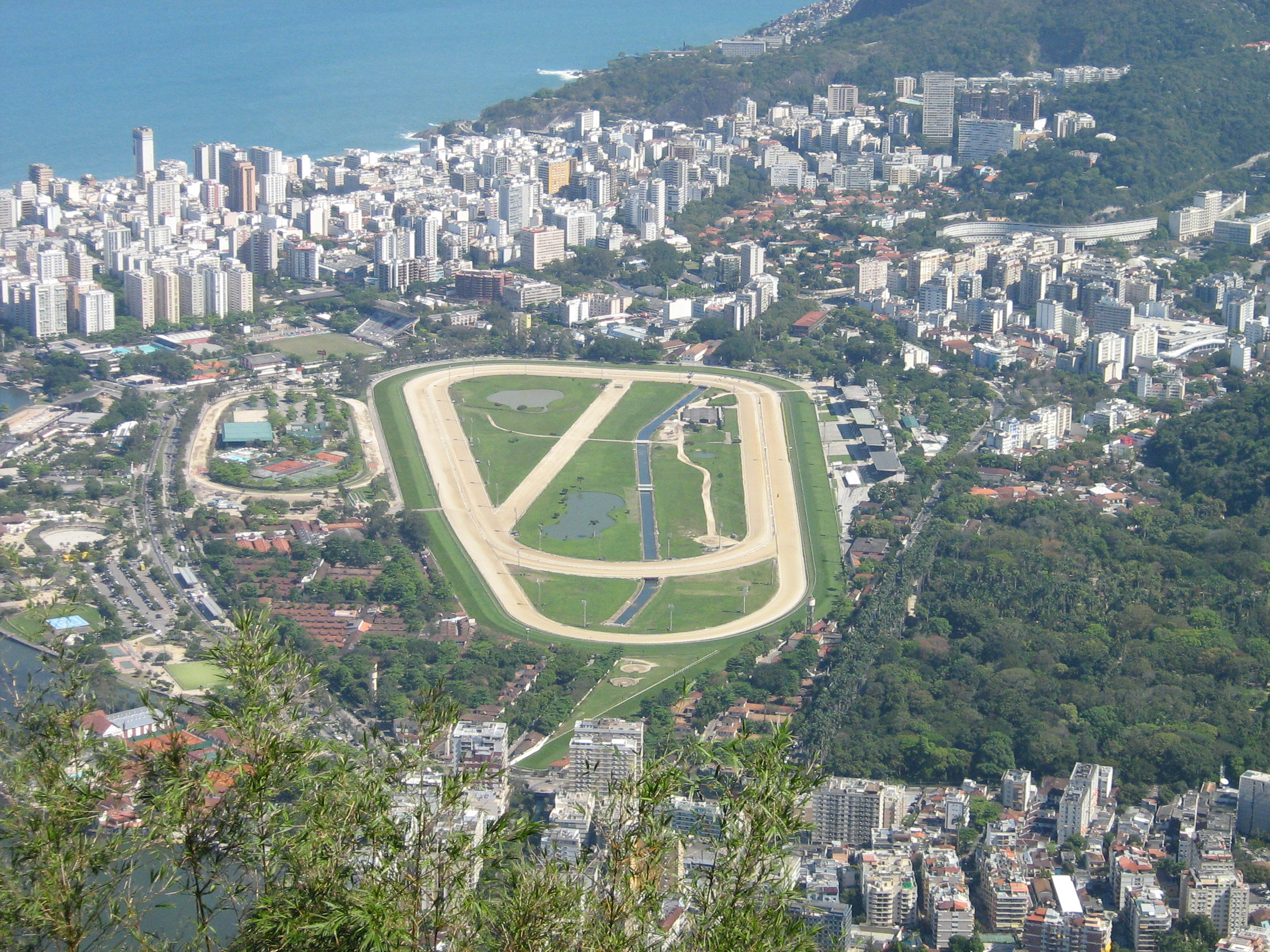
Hipódromo da Gávea no Rio de Janeiro, Brasil.

Um hipódromo designa uma área na qual se realizam exercícios de equitação, corrida de cavalos ou de corrida de bigas.

## Etimologia
O termo hipódromo tem origem no grego clássico ἱππόδρομος, composto de ἵππος [híppos], "cavalo", e δρόμος [drómos]; "via para correr". 

## História
Na Grécia antiga, era costume escavar o hipódromo em terreno de encosta, usando o material retirado para construir um contraforte do outro lado. As arenas gregas, em forma de U com uma abertura de entrada, tinham até 215m de comprimento e 122m de largura, e nelas podiam competir juntos dez carros. O hipódromo de Olímpia, o maior da Hélade, tinha 770m de comprimento. As corridas faziam parte das cerimônias religiosas, e muitas cidades tinham hipódromos. Todos desapareceram, exceto o do monte Liceu, na Arcádia. 
Em Roma, as corridas eram tão pouplares quanto os espetáculos de gladiadores, como os do Coliseu. Além das corridas, realizavam-se demonstrações de adestramento de cavalos e espetáculos de palhaços. O maior hipódromo da antiguidade foi o de Bizâncio, que começou a ser construído no ano 203 da era cristã, pelo imperador Septímio Severo, e foi terminado por Constantino em 330. Existiam dois grupos de corredores, os verdes e os azuis e a rivalidade entre ambos às vezes viravam distúrbios sérios.

## Hipódromos das Américas
Listam-se os mais importantes em plena atividade.

### América do Sul

#### Argentina
- Hipódromo Argentino de Palermo , em Buenos Aires , onde é disputado o Gran Premio El Nacional (Derby Argentino). Pertence a Hipodromo Argentino de Palermo Sociedad Anonima.
- Hipódromo de San Isidro, em San Isidro, onde é disputado o Gran Premio Carlos Pellegrini. Pertence ao Jockey Club Argentino
- Hipódromo de La Plata, em La Plata, onde é disputado o Gran Premio Dardo Rocha.

#### Brasil

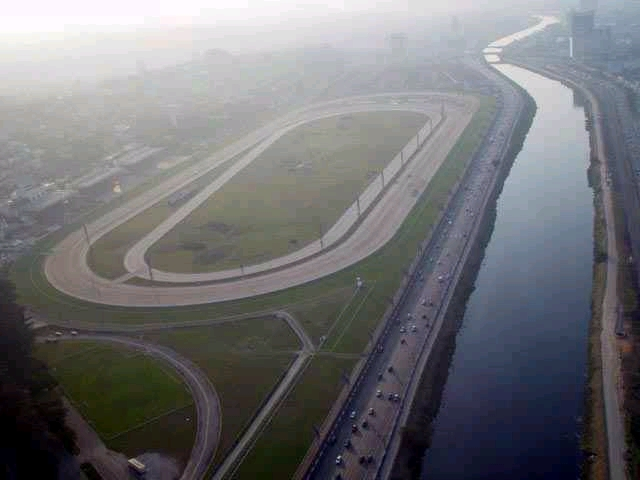
Hipódromo de Cidade Jardim, em São Paulo, Brasil.

- Hipódromo da Gávea, no Rio de Janeiro, onde é disputado o Grande Prêmio Brasil, pertence ao Jockey Club Brasileiro.
- Hipódromo de Cidade Jardim, em São Paulo, onde é disputado o Grande Prêmio São Paulo, pertence ao Jockey Club de São Paulo.
- Hipódromo do Cristal, em Porto Alegre, onde é disputado o Grande Prêmio Bento Gonçalves, pertence ao Jockey Club do Rio Grande do Sul.
- Hipódromo do Tarumã em Curitiba, onde é disputado o Grande Prêmio Paraná, pertence ao Jockey Club do Paraná

#### Chile
- Club Hípico de Santiago em Santiago, onde é disputado o Clasico El Ensayo.
- Hipódromo Chile em Independencia (Chile) , onde é disputado o Gran Premio Hipódromo Chile.
- Valparaíso Sporting Club em Viña del Mar, onde é disputado El Derby.

#### Peru
- Hipódromo de Monterrico em Lima, onde é disputado o Derby Nacional. Pertence ao Jockey Club del Perú.

#### Uruguai
- Hipódromo de Maroñas  em Montevidéu onde é disputado o Gran Premio José Pedro Ramirez. Pertence a  Hipica Rioplatense Uruguai S.A.

#### Hipódromos da Venezuela
- Hipódromo La Rinconada em Caracas, onde é disputado o Gran Premio Clásico Simón Bolívar.

### América do Norte

#### Canadá
- Woodbine Racetrack, em Toronto onde e disputado o Canadian International. Pertence ao Woodbine Entertainment Group.

#### Estados Unidos

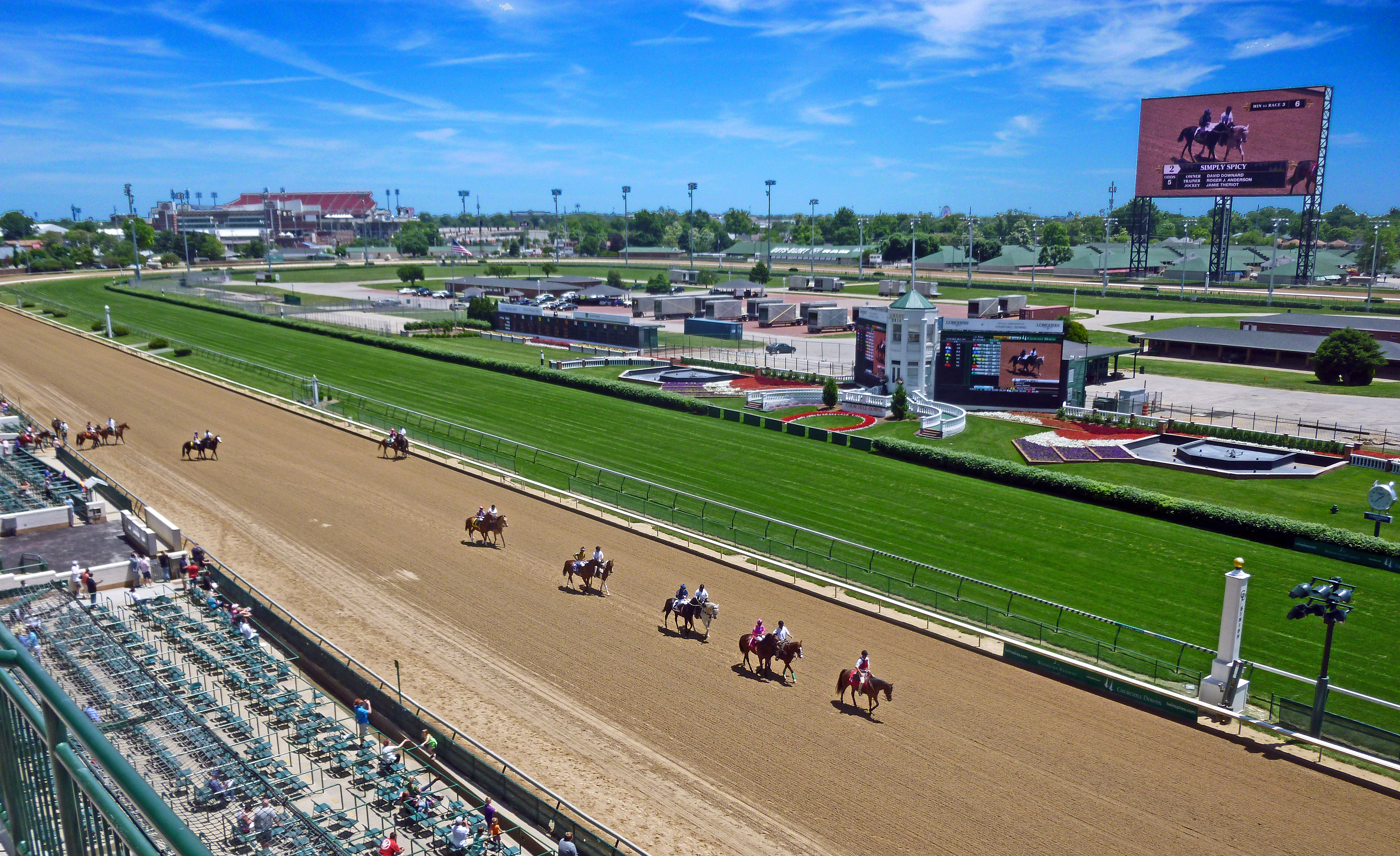
Hipódromo de Churchill Downs nos Estados Unidos.

- Churchill Downs, em Louisville onde é disputado o Kentucky Derby. Pertence a Churchill Downs Incorporated.
- Pimlico Race Course em Baltimore__(Maryland) onde é disputado o Preakness Stakes. Pertence a Magna Entertainment.
- Belmont Park em Elmont, New York , onde é disputado o Belmont Stakes

## Hipódromos da Europa

### França

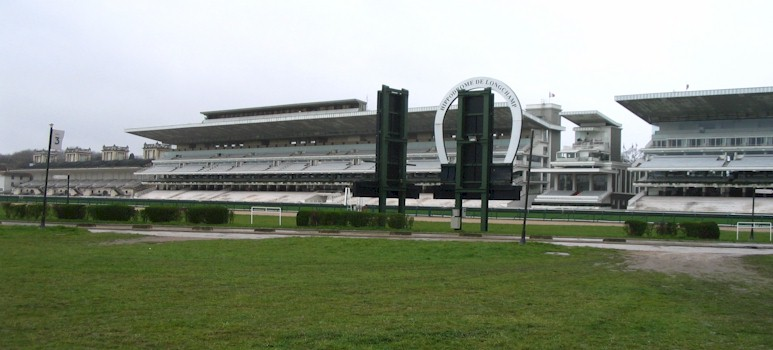
Hipódromo de Longchamp na França.

- Hippodrome de Longchamp em Paris, onde e disputado o Qatar Prix de l'Arc de Triomphe

### Inglaterra

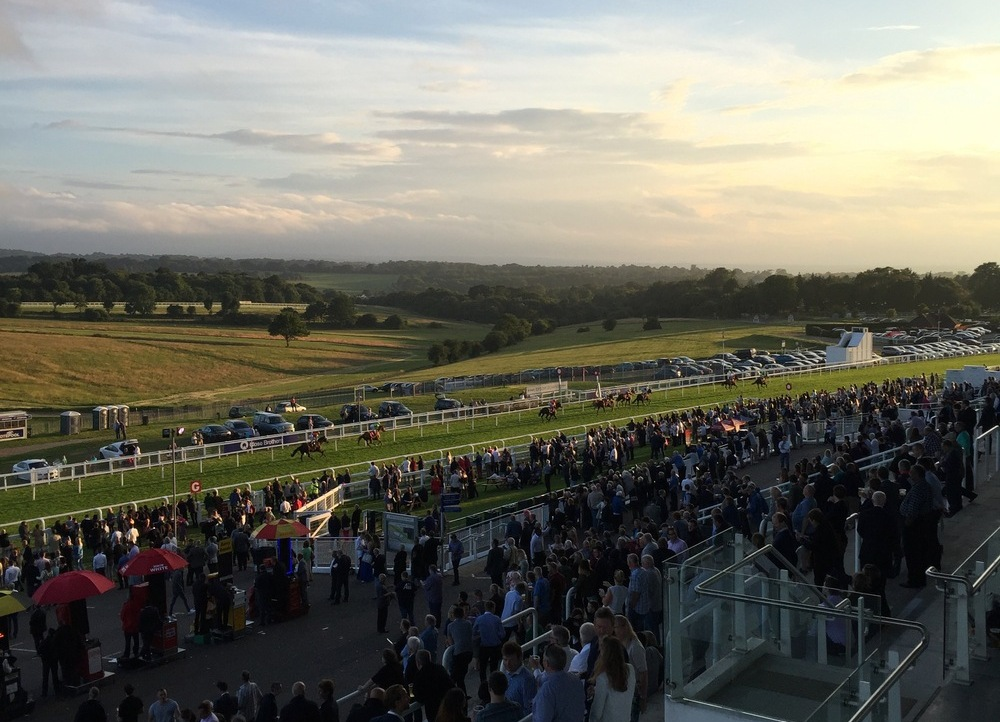
Epsom Downs Racecourse na Inglaterra.

- Ascot Racecourse  em Ascot, Berkshire , onde é disputado o Ascot Gold Cup
- Aintree Racecourse ,  em Aintree onde é disputado o Grand National
- Doncaster Racecourse em Doncaster, onde e disputado o St Leger Stakes
- Epsom Downs Racecourse em Epson (Surrey) , onde e disputado o Epson Derby
- Rowley Mile Course  ( Newmarket Racecourses) em Newmarket ((Inglaterra) onde e disputada a 2000 Guineas.

### Irlanda
- Curragh Racecourse, no  Condado de Kildare, onde e disputado o Dubai Duty Free Irish Derby

## Hipódromos da Ásia

### Emirados Árabes
- Meydan Racecourse , em Dubai , onde é disputada atualmente a Dubai World Cup. Pertence ao Dubai Racing Club.

### China
- Happy Valley Racecourse , em Hong Kong. Pertence ao The Hong Kong Jockey Club.
- Taipa Island Racecourse, em Macau. Pertence ao Macau Jockey Club.

### Japão

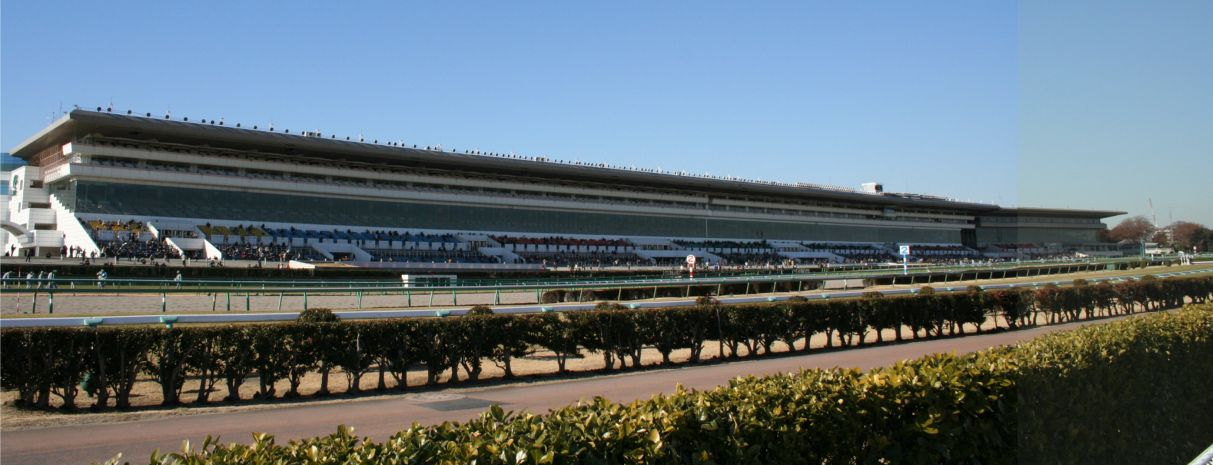
Nakayama Racecourse no Japão.

- Nakayama Racecourse em Funabashi, onde é disputado o Arima Kinem (Nakayama Grand Prix) . Pertence a Japan Racing Association.
- Tokyo Racecourse em Tóquio, onde é disputado o Japan Cup . Pertence a Japan Racing Association.

### Singapura
- Singapore Racecourse em Singapura, onde é disputada a Singapore International Cup. Pertence ao Singapore Turf Club.

## Hipódromos da Oceania

### Austrália

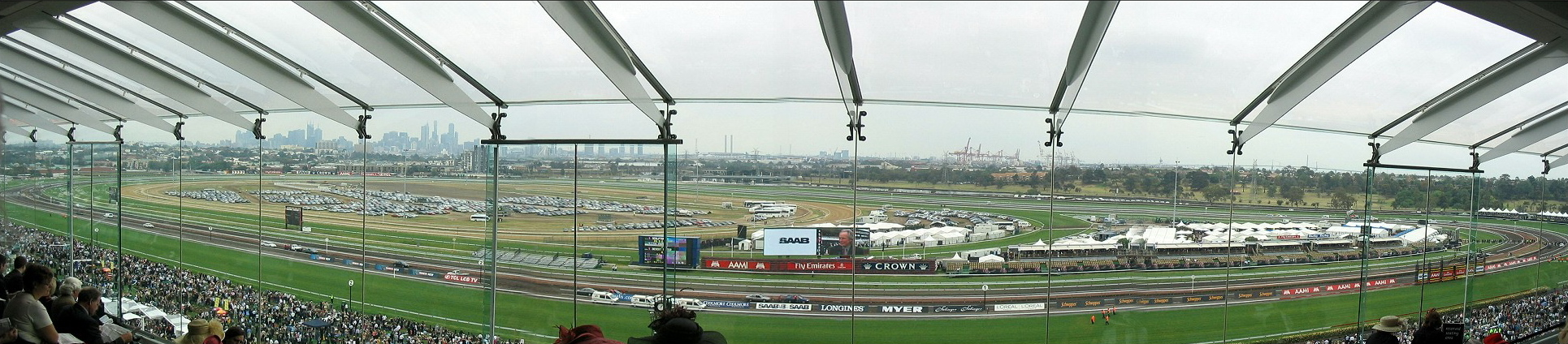
Flemington Racecourse na Austrália.

- Flemington Racecourse , em Melbourne, onde e disputado a Melbourne Cup, pertence ao Victoria Racing Club.